# Noël Vandernotte
Pour les articles homonymes, voir Vandernotte.
Noël Vandernotte est un rameur français né le 25 décembre 1923 à Anglet (Pyrénées-Atlantiques) et mort le 18 juin 2020, à Saint-Étienne-du-Grès (Bouches-du-Rhône). 
Barreur, double médaillé de bronze à Berlin en 1936, il est à l'âge de douze ans l'un des plus jeunes médaillés olympiques de l'histoire, devancé seulement par Dimitrios Loundras qui, lorsqu’il finit troisième aux barres parallèles par équipes aux Jeux olympiques de 1896, était âgé de 10 ans et 218 jours. 

## Biographie

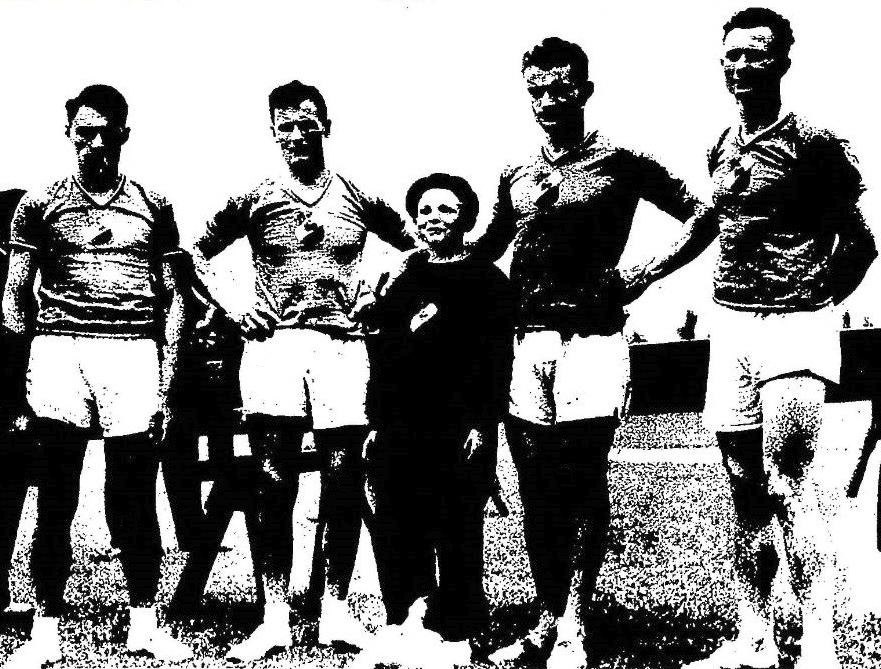
Le Quatre avec barreur de Nantes, (de gauche à droite) Cosmat, Chauvigny, le barreur Noël Vandernotte, Marcel Vandernotte et Fernand Vandernotte (Berlin, 1936).

Noël Vandernotte a été double médaillé de bronze aux Jeux olympiques d'été de 1936, à Berlin. Ces deux résultats font de lui l’un des plus jeunes médaillés des Jeux olympiques modernes,.
Il tenait le poste de barreur dans l'équipe formée par lui et ses oncles Fernand et Marcel. Ils remportent la médaille de  bronze d'aviron en 4 barré aux Jeux de Berlin.  Il sera aussi associé à Marceau Fourcade et Georges Tapie en 2 barré pour remporter sa seconde médaille de bronze. Noël Vandernotte était alors âgé de 12 ans, et admit plus tard, lors d'une interview : « J’avais, malgré mon jeune âge, conscience de vivre une aventure à la fois formidable et particulière ». Il dit aussi : « Lorsque je suis arrivé à Berlin, il y avait des drapeaux nazis partout, des soldats armés tout de noir vêtus au milieu d'oriflammes à croix gammée. Il découlait de ces parades militaires une impression de force. Hitler s'est servi de cet événement comme d'une vitrine pour montrer la puissance de son pays. Quand je suis rentré à la maison, chez mes parents à Nantes, je leur ai dit du haut de mes 12 ans : Il va y avoir la guerre. »
Il était en retraite à Beaucaire après avoir été agent d'assurance.

## Décorations
Noël Vandernotte a été fait  Officier de l'ordre national du Mérite en 2008.
Le 5 avril 2015, il est fait  Chevalier de la Légion d'honneur.
Le 14 juillet 2015, il reçoit la médaille de la ville de Beaucaire.